# Hørup Sogn (Als)
 Denne artikel omhandler Hørup Sogn (Als). Der er også andre sogne med dette navn, se Hørup Sogn.
Hørup Sogn er et sogn i Sønderborg Provsti (Haderslev Stift).
Hørup Sogn hørte til Als Sønder Herred i Sønderborg Amt. Hørup sognekommune blev ved kommunalreformen i 1970 indlemmet i Sydals Kommune, der ved strukturreformen i 2007 indgik i Sønderborg Kommune.
I Hørup Sogn ligger Hørup Kirke.
I sognet findes følgende autoriserede stednavne:
- Egemose (bebyggelse)
- Gammelgård (bebyggelse, ejerlav)
- Hørup (bebyggelse, ejerlav)
- Hørup Hav (vandareal)
- Høruphav (bebyggelse)
- Kirke Hørup (bebyggelse)
- Lambjerg (bebyggelse, ejerlav)
- Lambjerg Indtægt (areal)
- Lambjergskov (bebyggelse)
- Majbøl (bebyggelse, ejerlav)
- Majbøl Løkke (bebyggelse)
- Majbølgård (landbrugsejendom)
- Majled (bebyggelse)
- Mintebjerg (bebyggelse, ejerlav)
- Mintebjerghav (bebyggelse)
- Mjang (bebyggelse, ejerlav)
- Mjang Mark (bebyggelse)
- Mjanghøj (bebyggelse)
- Peberbjerg (bebyggelse)
- Sned (bebyggelse)

## Afstemningsresultat
Folkeafstemningen ved Genforeningen i 1920 gav i Hørup Sogn 730 stemmer for Danmark, 64 for Tyskland. Af vælgerne var 70 tilrejst fra Danmark, 27 fra Tyskland. 